# Gersony Report
Als Gersony Report werden 1988 und 1994 veröffentlichte Dokumente zur Menschenrechtssituation in zwei afrikanischen Ländern bezeichnet; Mosambik (im April 1988) und Ruanda (1994). Auch ein 1989 in Auftrag gegebener Bericht über die humanitäre Lage am Horn von Afrika trägt diese Bezeichnung.

## Gersony Report Mosambik
Der Report wurde Ende 1987 vom State Department der USA beim Berater Robert Gersony in Auftrag gegeben, der der Regierung Reagan nahe stand. Gegenstand der Studie war die Frage, welche Haltung die USA im Konflikt zwischen den Bürgerkriegsparteien FRELIMO und RENAMO einzunehmen hätten. Gersony bereiste dazu drei Monate lang Mosambik und vier von dessen Nachbarstaaten. Er besuchte 25 Flüchtlingslager und sprach mit rund 50 leitenden Mitarbeitern von vor Ort tätigen Nichtregierungsorganisationen und religiösen Würdenträgern über die Lage im Land. Der Report enthielt Erkenntnisse zu 600 untersuchten politischen Morden, die laut Gersony zu 94 % zu Lasten der RENAMO gingen, 3 % entfielen auf FRELIMO, drei weitere Prozent auf diverse bewaffnete Gruppen. Ausführlich schilderte er die begangenen Menschenrechtsverletzungen und nannte die Zahl von 100.000 von RENAMO ermordeten Menschen und über einer Million Vertriebenen. Der Report hatte die Verschärfung des Embargos gegen Südafrika zur Folge, das die RENAMO bewaffnete.

## Gersony Report Ruanda
Der Report wurde nach dem Völkermord in Ruanda angefertigt. Robert Gersony war als Freelancer im Auftrag des UNHCR tätig. Seine Aufgabe war es, eine Analyse der Lage in Ruanda zu erstellen, um Bedingungen für die Rückkehr der Hutu-Flüchtlinge zu schaffen.
Der Gersony Report erlangte Relevanz durch die Tatsache, dass erstmals über die Verbrechen der Rebellenfront Ruandische Patriotische Front (RPF) Bericht erstattet wurde. Die RPF rekrutierte sich primär aus Angehörigen der Tutsi, die im Exil in Uganda lebten. Gersony berichtet von zirka 25.000 bis 45.000 Zivilisten, die von der RPF zwischen April und August 1994 systematisch getötet wurden. Getötet wurden vorwiegend Personen, die der Kooperation mit den Interahamwe verdächtigt wurden sowie Beamte der früheren Regierung.
Die in dem Bericht beschriebenen Taten wurden von Tutsi verübt, welche die Opfer des eigentlichen Genozides darstellten. Führende Mitglieder der RPF bildeten nach 1994 die Regierung Ruandas, unter anderem der spätere Staatschef Paul Kagame. Der Report wurde nie offiziell veröffentlicht, seine Existenz von Seiten der UNHCR bestritten. Kritiker dieser UNHCR-Position behaupten, dies sei geschehen, weil sich die UN, die Vereinigten Staaten und die Regierung Ruandas darauf verständigt hätten, diesen Vergehen der RPF öffentlich wenig Gewicht beizumessen, um die neue Regierung Ruandas nicht zu brüskieren. Die Ergebnisse wurden erst dadurch öffentlich, dass der Report an die Presse lanciert wurde.